# Panzerkampfwagen I Ausf. C/D
PzKpfw I Ausf. C i D – lekkie czołgi zaprojektowane w Niemczech w okresie II wojny światowej. Miały one zastąpić pojazdy PzKpfw I Ausf. A oraz B.

## PzKpfw I Ausf. C
PzKpfw I Ausf C był próbą zbudowania lekkiego czołgu rozpoznawczego, w który mogłyby być wyposażone jednostki powietrznodesantowe. Praktycznie była to zupełnie nowa konstrukcja, niemająca wiele wspólnego z wersjami A i B. Nad projektem pracowały zakłady Krauss Maffei wspólnie z firmą Daimler-Benz od września 1939 r. Opracowano zupełnie nowe podwozie w systemie Schachtellaufwerk, składające się z pięciu par wzajemnie na siebie zachodzących kół nośnych. W konstrukcji tej nie było już kół podtrzymujących. Wóz otrzymał też nowy silnik Maybach HL 45 P o mocy 150 KM. Dzięki temu osiągał prędkość 79 km/h. Czołg był lepiej opancerzony niż poprzednie modele. Grubość pancerza dochodziła do 30 mm z przodu i z boku kadłuba i wieży. Potężniejsze było również uzbrojenie, gdyż jeden z karabinów maszynowych wymieniono na nowszy karabin MG34, natomiast drugi na karabin maszynowy EW141 kalibru 7.92 mm zasilany amunicją 7.92 x 94 mm. Całkowita masa pojazdu wynosiła 8000 kg. Od czerwca do grudnia 1942 r. wyprodukowano zaledwie 40 czołgów tego typu, gdyż zrezygnowano z projektu wyposażania w nie oddziałów spadochroniarzy.

## PzKpfw I Ausf. D
PzKpfw I Ausf. D był lepiej opancerzoną wersją modelu C, mającą służyć wyłącznie do wspierania piechoty. Nie miał być przewożony drogą lotniczą, więc możliwe było zwiększenie masy czołgu. Wyposażono go również w mocniejszy silnik Maybach HL 66 P o mocy 180 KM. Pojazd ten jednak nie wyszedł poza stadium prototypu i ostatecznie zrezygnowano z jego produkcji.